# Aeroporti di Romania per traffico passeggeri
Di seguito l'elenco degli aeroporti in Romania per numero di passeggeri.

## Evoluzione nel grafico
Questo grafico non è disponibile a causa di un problema tecnico.
Si prega di non rimuoverlo.
Vedi la query Wikidata di origine.

## Statistiche 2013
| Posizione | Aeroporto                    | Regione                | Codice (IATA) | Totale Passeggeri | Variazione % anno prec. | Posizione 2013 | Note |
| --------- | ---------------------------- | ---------------------- | ------------- | ----------------- | ----------------------- | -------------- | ---- |
| 1         | Bucarest Henri Coandă        | Bucarest               | OTP           | 7.643.467         | 7,6                     | Stabile        |      |
| 2         | Cluj Internazionale          | Distretto di Cluj      | CLJ           | 1.035.438         | 11,1                    | 1              |      |
| 3         | Timişoara                    | Distretto di Timiș     | TSR           | 757.096           | 27,1                    | 1              |      |
| 4         | Târgu Mureș                  | Distretto di Mureș     | TGM           | 363.389           | 20,9                    | 2              |      |
| 5         | Bacău                        | Distretto di Bacău     | BCM           | 307.488           | 21,8                    | Stabile        |      |
| 6         | Iaşi                         | Distretto di Iași      | IAS           | 231.933           | 33,9                    | 2              |      |
| 7         | Sibiu                        | Distretto di Sibiu     | SBZ           | 189.152           | 7,1                     | Stabile        |      |
| 8         | Costanza Mihail Kogălniceanu | Distretto di Costanza  | CND           | 73.301            | 22,5                    | 1              |      |
| 9         | Craiova                      | Distretto di Dolj      | CRA           | 40.291            | 36,0                    | 2              |      |
| 10        | Arad                         | Distretto di Arad      | ARW           | 39.901            | 168,8                   | 5              |      |
| 11        | Oradea                       | Distretto di Bihor     | OMR           | 39.440            | 2,2                     | 1              |      |
| 12        | Suceava                      | Distretto di Suceava   | SCV           | 20.054            | 20,2                    | Stabile        |      |
| 13        | Baia Mare                    | Distretto di Maramureș | BAY           | 16.798            | 4,1                     | 1              |      |
| 14        | Satu Mare                    | Distretto di Satu Mare | SUJ           | 16.192            | 16,1                    | 1              |      |
| 15        | Bucarest Aurel Vlaicu        | Bucarest               | BBU           | 6.036             | 98,5                    | 11             |      |
| 16        | Tulcea-Delta del Danubio     | Distretto di Tulcea    | TCE           | 1.887.            | 141,3                   | Stabile        |      |